# Condado de Otsego
O Condado de Otsego é um dos 62 condados do estado americano de Nova Iorque. A sede do condado é Cooperstown, e sua maior cidade é Oneonta. O condado possui uma área de 2 629 km²(dos quais 32 km² estão cobertos por água), uma população de 62 196 habitantes, e uma densidade populacional de 11 hab/km² (segundo o censo nacional de 2000). O condado foi fundado em 1791.